# Andante spianato i gran polonesa brillant (Chopin)
L'Andante spianato i gran polonesa brillant, op. 22 és una obra per a piano i orquestra de Frédéric Chopin; es va publicar a Leipzig el 1836. En principi, Chopin va escriure i va estrenar la Gran polonesa, per a piano i orquestra, com una obra sola. La va compondre durant el període de 1830-1831 i posteriorment, el 1834, va decidir anteposar l'Andante spianato per a piano sol, a manera d'una àmplia introducció.
També va realitzar Chopin una altra versió de la Gran polonesa, per a piano sol, arreglant el discurs musical en els fragments en què intervenia l'orquestra.
L'Andante spianato és una pàgina d'una gran bellesa intimista, mentre que la polonesa és brillant, solemne i una mica pomposa. També hi ha una secció central més interioritzada i, en aquest sentit, d'un perfil romàntic tan propi de la inconfusible personalitat de Chopin. La part orquestral és un mer suport del solista, sobre el qual recau l'absoluta responsabilitat de l'obra.